# Kuntur
Kuntur is een geslacht van uitgestorven condors behorend tot de Cathartidae die in het Mioceen in Zuid-Amerika leefde. De typesoort is Kuntur cardenasi.

## Fossiele vondst
Van Kuntur is een fossiel gevonden in de Pisco-formatie in Peru, bestaande uit een tarsometatarsus. De vondst dateert uit het Tortonien, een deel van het Laat-Mioceen. Later in het Mioceen kwam in hetzelfde gebied een andere condor voor, Perugyps.

## Kenmerken
Kuntur bewoonde een kustgebied. De condor voedde zich vermoedelijk met karkassen van gestrande zeezoogdieren en kuikens van zeevogels, een leefwijze vergelijkbaar met die van de Andescondor tegenwoordig langs de Peruaanse kusten.